# Кремлёвская АЗС на Волхонке
Кремлёвская АЗС на Волхонке — по некоторым сведениям, одна из старейших сохранившихся бензоколонок Москвы. Действующая бензоколонка, предназначенная только для правительственных машин. Единственная бензоколонка в пределах Бульварного кольца, единственный реализованный элемент Дворца Советов и одно из сохранившихся зданий советского ар-деко.
По одной из версий, построена по типовому проекту знаменитого архитектора Алексея Душкина (автора сталинской высотки у Красных ворот, «Детского мира» на Лубянке, станции метро «Кропоткинская»). Имеет статус вновь выявленного памятника архитектуры.

## История
«Заправка должна была стать частью огромного комплекса Дворца Советов, который хотели построить на месте взорванного в 1931 году храма. Но в итоге здесь открыли бассейн „Москва“, а АЗС стала единственным напоминанием о грандиозных планах. (…) Практически все оригинальные детали сохранились нетронутыми, кроме самих колонок — их несколько лет назад заменили новыми».
Другая бензоколонка, построенная по аналогичному проекту, заброшена и находилась в районе «Аэропорт», по адресу улица Черняховского, между домами 16 и 18, и была снесена приблизительно в 2014 году.
Сегодня это «кремлёвская», режимная бензоколонка — между прочим, последний рудимент древней функции Государевых конюшен. («Архнадзор»)
«Новая газета» попыталась уточнить право собственности: «В интернете, кстати, есть куча официальных градостроительных документов, где о заправке говорится как об объекте ФСО. Но в самой ФСО мне заявили, что ни про какую АЗС на Волхонке, 16 не знают и не слышали, информация закрыта, и всё тут».

## Судьба в XXI веке

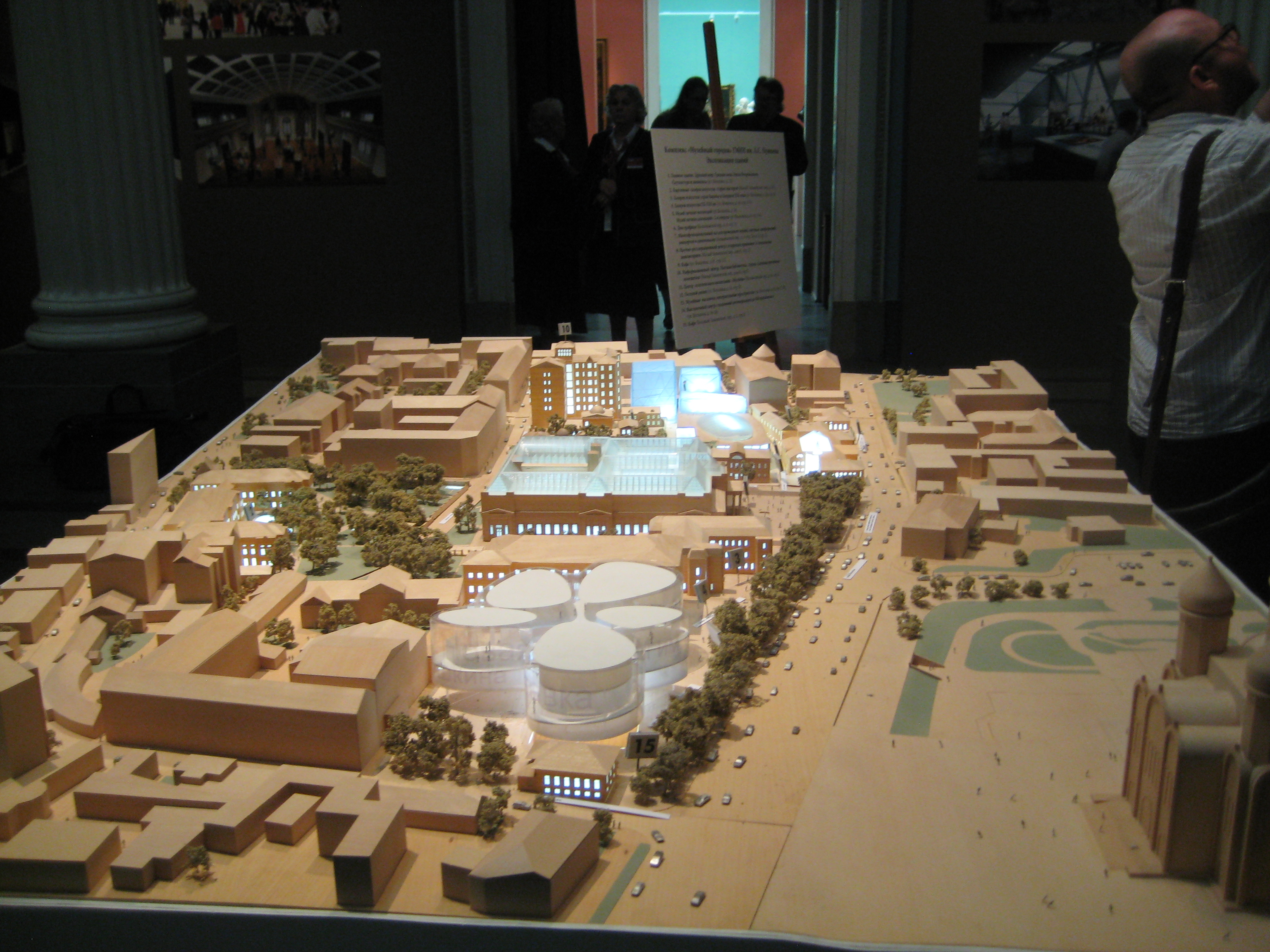
Макет квартала в 2012 году с отвергнутым позже «пятилистником» Нормана Фостера

В 2010-х годах было решено превратить соседний Пушкинский музей в Музейный городок, ради чего планируется перестроить квартал. Бензоколонка, которая занимает большое пространство напротив Храма Христа Спасителя, оказалась под угрозой сноса. В частности, среди макетов, представленных известным английским архитектором Норманом Фостером, на её месте изображено здание в виде пятилистника. Позже эта идея была отвергнута, однако в 2013 году при обсуждении на Архсовете проекта среди высказанных музею рекомендаций прозвучало предложение перенести на другое место бензоколонку и построить на её месте выставочный зал.
В числе озвученных мест — перенос «в более органичную для него архитектурную среду (например, „Дома на набережной“ или конструктивистского „Гаража“)».
«Жизнь» бензоколонки продлевает то, что она находится не в собственности города Москвы, а принадлежит федеральным структурам. Площадка входит в территорию охранной зоны федерального памятника и имеет предмет охраны, поэтому ничего там проектировать нельзя до юридического решения этого вопроса.
Координатор общественной организации «Архнадзор» Рустам Рахматуллин считает: «Желание Архитектурного совета застроить эту территорию — это только желание. Этот участок является территорией памятников, а именно усадьбы князей Голицыных, Волхонка, 14. На этой территории невозможно не только испортить или снести дом, но и застроить пространство. Только в режиме реставрации».
Проект финансирования Музейного городка, опубликованный осенью 2013 года, предполагает «строительство автозаправочной станции ФСО России для освобождения территории под строительство паркинга и выставочного центра — предполагаемый срок ввода в эксплуатацию — 2015».

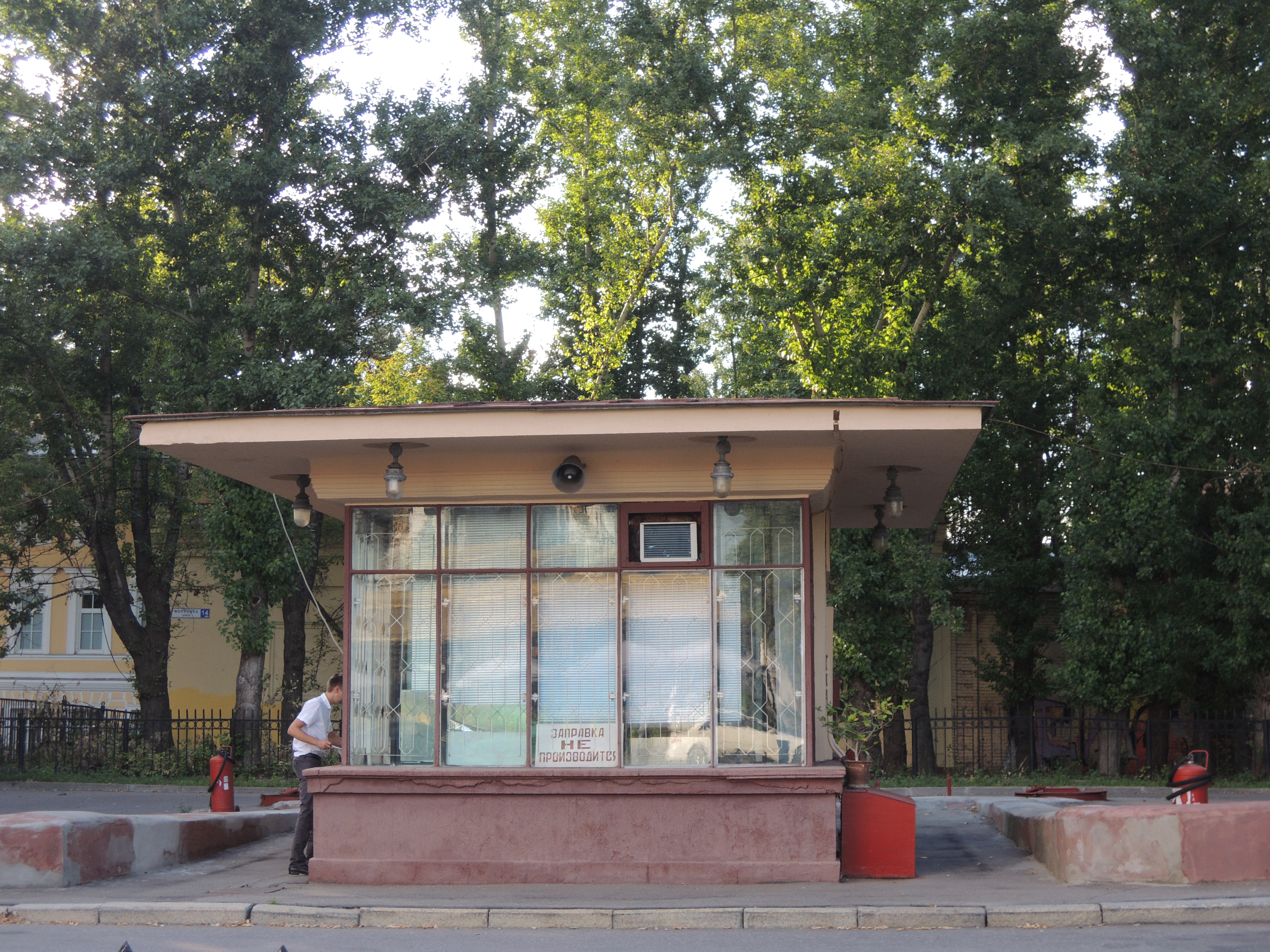
Главная будка заправки в процессе работы

В сентябре 2013 года появилась новость о том, что заправка ФСО вряд ли может мешать реализации проекта музейного городка на базе Государственного музея изобразительных искусств (ГМИИ) имени Пушкина, так как этого проекта ещё не существует, заявил РИА Новости источник в одной из проектных организаций, комментируя соответствующее заявление министра культуры Российской Федерации Владимира Мединского.
| «Мы с большим интересом пытаемся провести параллель между наличием заправки, которая занимает площадь 10 на 15 метров вне музейного комплекса, и проектом, которого нет», — сказал собеседник агентства. «Проекта ещё нет даже на бумаге, он ещё даже не заказан, а уже что-то мешает», — подчеркнул он. |

В 2016 году было объявлено, что данная территория все-таки будет включена в Музейный городок ГМИИ. «Но, как заверили в музее, советскую заправку, имеющую статус памятника архитектуры, сохранят. Строительство городка ведется вокруг заправки. „Заправку планируем использовать как билетный офис и информационный центр“, — пояснила заместитель директора по развитию ГМИИ им. А. С. Пушкина Анна Трапкова».
В декабре 2017 года было объявлено, что строение передвинут на Кремлёвскую набережную, а на его месте возведут концертный зал-трансформер ГМИИ.